# Canonizzazione di san Francesco
La Canonizzazione di san Francesco è la ventiquattresima delle ventotto scene del ciclo di affreschi delle Storie di san Francesco della Basilica superiore di Assisi, attribuiti a Giotto. Fu dipinta verosimilmente tra il 1295 e il 1299 e misura 230x270 cm.

## Descrizione e stile
Questo episodio si riferisce alla bolla papale Mira circa nos del luglio 1228: "Quando il santo papa venendo in persona alla città di Assisi, diligentemente esaminati i miracoli, per consiglio dei frati suoi canonizzò il beato Francesco e l'iscrisse nel novero dei santi."
È una delle scene più danneggiate con ampie parti dell'affresco perdute e sostituite in fase di restauro da campiture colorate che danno un'idea della scena: molta umidità dovette infatti filtrare dalla finestra soprastante. La stesura è in ogni caso riferita quasi interamente ad aiuti, con un linguaggio pittorico ormai lontano da quello del capobottega.